# Isola Domašnij
L'isola Domašnij (in russo oстров Домашний, ostrov Domašnij; in italiano "isola di casa") è un'isola russa dell'arcipelago di Sedov che fa parte a sua volta dell'arcipelago di Severnaja Zemlja; si trova nel mare di Kara. Amministrativamente fa parte del Tajmyrskij rajon del Territorio di Krasnojarsk, nel Distretto Federale Siberiano.

## Geografia
L'isola si trova nella parte occidentale dell'arcipelago di Sedov; 800 m a sud della parte centrale dell'isola Srednij, separata da quest'ultima dallo stretto di Sergej Kamenev (пролив Сергей Каменев).
Domašnij ha una forma allungata e affusolata. Dalla punta occidentale, capo Četverych (мыс Четверых), all'estremità orientale, capo Pamjatnogo (мыс Памятного), misura 4,25 km; al centro è larga 950 m. L'altezza massima è di 20,7 m s.l.m., le coste sono per lo più ripide.

## Storia
All'estremità orientale dell'isola, vicino a Capo Pamjatnogo, c'è una stazione polare abbandonata (si chiama Domašnij, come l'isola); fu fondata qui nel 1930 dall'esploratore Ušakov , che fece la prima mappa dell'isola. Nel 1954 la stazione è stata spostata sull'isola Golomjannyj.
L'isola è stata così chiamata poiché fu per lungo tempo la casa e il punto di riferimento di Ušakov, durante la mappatura della Severnaja Zemlja. Ušakov, morto a Mosca nel 1963, è stato sepolto com'era suo desiderio sull'isola Domašnij. È stato sepolto qui, nel 1976, anche Boris Kremer che dirigeva la stazione polare.